# Loes van Overeem
Lucia Henriette Maria Agnes (Loes) van Overeem-Ziegenhardt ('s-Hertogenbosch, 7 november 1907 – Leiden, 24 oktober 1980) was een Nederlandse vrijwilligster van het Rode Kruis tijdens en na de Tweede Wereldoorlog.  

## Jeugd
Loes Ziegenhardt was de oudste van vijf kinderen en groeide op in 's-Hertogenbosch. Haar vader was deurwaarder. Haar middelbareschooltijd bracht ze door op de mulo. Op 12 mei 1930 trouwde ze met Franciscus Maria Victor Antonius (Frans) Rouppe van der Voort (1906-1980), die toentertijd administrateur was van de Luxor-bioscoop in 's-Hertogenbosch. In 1938 en 1939 volgde ze een cursus Rode Kruishelpster, waarmee ze verpleegkundigen kon bijstaan. In 1939 liep haar huwelijk op de klippen.

## 1940-1944
Toen de Duitsers in mei 1940 Nederland binnenvielen, werkte ze in het Bredase Ignatius Ziekenhuis. Op de eerste oorlogsdag meldde ze zich als Rode Kruishelpster. Na de Nederlandse overgave maakte Ziegenhardt deel uit van een ambulanceteam dat gevluchte Bredanaren ophaalde die te zwak waren om op eigen kracht terug te keren. Ook hielp ze bij de repatriëring van andere Nederlandse vluchtelingen. Op een van die laatste expedities kreeg ze een liefdesrelatie met de internist Arnoldus Daniël Antonie (Bob) van Overeem (1910–1979). In april 1941 werd de door haar man aangevraagde echtscheiding uitgesproken. Op 12 maart 1942 huwde ze met Van Overeem.
In de jaren 1943-1945 was ze hoofd van de Dienst Speciale Hulpverlening (1943-1945). Zij hield zich op eigen initiatief bezig met het lot van gevangenen in Kamp Amersfoort, Kamp Vught, Amsterdam en Utrecht. Ze bracht hen medicijnen en voedsel en organiseerde dat er wekelijks duizenden boterhammen werden gesmeerd in zogenaamde 'smeerstations'. Dit werd mede mogelijk gemaakt door haar connecties in hoge nazikringen. Zo onderhielden zij en haar tweede echtgenoot Bob nauwe contacten met dr. Wilhelm Harster, de bevelhebber van de Sicherheitspolizei en de rechterhand van SS-chef Rauter. Dit leidde op 12 april 1943 tot een door Harster ondertekende brief waarmee hij Bob en Loes van Overeem als enige officiële vertegenwoordigers van het Nederlandse Rode Kruis bekrachtigde om onderhandelingen te voeren met de commandant van Kamp Vught en indien noodzakelijk ook met commandanten van de overige kampen betreffende medicamenten, medische hulpmiddelen en andere zaken voor de gevangenen. 

## Amersfoort
Op 19 april 1945 werd Kamp Amersfoort aan haar overgedragen. Er waren ongeveer 500 gevangenen. Ze werd kampcommandant tot even na de bevrijding op 7 mei dat jaar. Op 20 april vertrok de Duitse kampleiding en neemt een groep van zeventig 'zware gevallen' mee naar de gevangenis van Scheveningen (Oranjehotel), plus negen of dertien gijzelaars. Na hun vertrek sprak Van Overeem de gevangenen toe. Ze was de eerste die hen feliciteerde en vroeg om aller medewerking om het kamp, nu eigendom van de Staat, op te doeken. Ten slotte vroeg ze om een minuut stilte om degenen te herdenken die het kamp niet overleefden. Kampgevangenen hebben haar 'de Witte Engel' en 'de Blonde Engel' genoemd.

## Na de oorlog
Na de oorlog bleef ze voor het Rode Kruis werken, onder andere bij de opvang van gerepatrieerde Nederlanders uit Nederlands-Indië. In 1979 kreeg zij de Henri Dunant-penning van het Internationale Rode Kruis. Ze overleed op 72-jarige leeftijd. Haar beide huwelijken bleven kinderloos.

## Loes van Overeemlaan
Tijdens de herdenking op zaterdag 19 april 2008 van de overdracht in 1945 van Kamp Amersfoort aan het Rode Kruis, werd zij geëerd met een straatnaambord. De Utrechtse gemeenten Leusden en Amersfoort hernoemden de Appelweg, waar voormalig Kamp Amersfoort aan ligt, in de Loes van Overeemlaan. Oud-kampgevangene Nico van Hasselt onthulde het naambordje.

## Onderscheiding
In 1947 kreeg ze een Belgische onderscheiding voor haar hulp aan de Belgische gevangenen in Kamp Vught.